# Bornbachtal
Das Bornbachtal ist ein Naturschutzgebiet in den niedersächsischen Gemeinden Wrestedt in der Samtgemeinde Aue und in der Stadt Uelzen im Landkreis Uelzen.

## Allgemeines
Das Naturschutzgebiet mit dem Kennzeichen NSG LÜ 285 ist 283 Hektar groß. Es ist nahezu vollständig Bestandteil des FFH-Gebietes „Ilmenau mit Nebenbächen“. Das 1972 ausgewiesene, 23,9 Hektar große Naturwaldreservat „Altes Gehege“ ist Bestandteil des Naturschutzgebietes. Das Naturschutzgebiet grenzt großflächig an das gleichnamige Landschaftsschutzgebiet. Das Gebiet steht seit dem 29. Mai 2008 unter Naturschutz. Zuständige untere Naturschutzbehörde ist der Landkreis Uelzen.

## Beschreibung
Das Naturschutzgebiet liegt südlich von Uelzen. Es stellt den Bornbach mit seinem Talraum und seiner Niederung sowie den Wrestedter Bach, den er nach dem Zusammenfluss mit dem Eisenbach bildet, bis kurz vor dessen Mündung in die Stederau bei Niendorf II, den Schöneblecksenbach mit seinem Talraum sowie das Alte Gehege mit naturnahen Bachläufen und Stillgewässern unter Schutz. 
Bornbach und Wrestedter Bach werden in ihrem nördlichen Bereich fast durchgehend von einem Gehölzsaum begleitet. Im südlichen Bereich des Bornbachs kommen naturnahe Feuchtwälder, die vielerorts zusätzlich zu den Bachläufen von austretendem Hangquellwasser an den Talseiten gespeist werden, mit eingestreuten Sümpfen und Rieden vor.
Im Oberlauf des Bornbachs sind teils aufgegebene Fischteiche zu finden, die zu naturnahen Gewässern umgestaltet wurden. An den Talrändern sind Kiefernforste sowie kleinflächig Eichen-Mischwälder und Eichen-Hainbuchenwälder zu finden. Ein Mühlenstau bei Neumühle wurde durch eine Umflut umgangen, so dass der Bachlauf wieder vollständig durchgängig ist.
In den Niederungen werden Flächen als Grünland und vereinzelt als Acker genutzt.